# A Dramatic Turn of Events
A Dramatic Turn of Events är det amerikanska progressiv metal/progressiv rock-bandet Dream Theaters elfte studioalbum, utgivet den 13 september 2011 av skivbolaget Roadrunner Records. Det är gruppens första album med Mike Mangini som trummis. Den första singeln, "On the Backs of Angels", släpptes den 29 juni 2011.

## Låtlista
1. "On the Backs of Angels" – 8:42
2. "Build Me Up, Break Me Down" – 6:59
3. "Lost Not Forgotten" – 10:11
4. "This Is the Life" – 6:57
5. "Bridges in the Sky" – 11:01
6. "Outcry" – 11:24
7. "Far from Heaven" – 3:56
8. "Breaking All Illusions" – 12:25
9. "Beneath the Surface" – 5:26

Text: John Petrucci (spår 1–6, 9), James LaBrie (spår 7), John Myung/Petrucci (spår 8)
Musik: Petrucci/Jordan Rudess/Myung (spår 1, 5, 6, 8), Petrucci/Rudess/Myung/LaBrie (spår 2, 3), Petrucci/Rudess (spår 4), Petrucci (spår 9)

## Medverkande
Dream Theater
- James LaBrie – sång
- John Petrucci – gitarr, bakgrundssång
- Jordan Rudess – keyboard
- John Myung – basgitarr
- Mike Mangini – trummor, percussion

Bidragande musiker
- Paul Northfield – talade ord (spår 8)

Produktion
- John Petrucci – producent
- Paul Northfield – ljudtekniker
- Joe Maniscalco – assisterande ljudtekniker
- Richard Chycki – ljudtekniker (sång)
- Andy Wallace – ljudmix
- Ted Jensen – mastering
- Monte Conner – omslagsdesign
- Hugh Syme – omslagskonst